# Jean-Michel Blanquer
Jean-Michel Blanquer (ur. 4 grudnia 1964 w Paryżu) – francuski prawnik i nauczyciel akademicki, dyrektor generalny ESSEC Business School, minister edukacji narodowej (2017–2018), minister edukacji narodowej i młodzieży (2018–2020), minister edukacji narodowej, młodzieży i sportu (2020–2022).

## Życiorys
Absolwent filozofii na Université Panthéon-Sorbonne (1986), a także politologii w Instytucie Nauk Politycznych w Paryżu (1989). W 1991 kształcił się na Uniwersytecie Harvarda, zaś w 1993 uzyskał doktorat z prawa na Université Panthéon-Assas. W latach 1989–1991 pracował w instytucie naukowym w Bogocie, następnie na Université Panthéon-Assas, Université de Tours oraz w IEP w Lille. W latach 1998–2004 kierował instytutem studiów latynoamerykańskich IHEAL na Université Sorbonne-Nouvelle. W latach 2004–2006 był rektorem okręgu akademickiego Académie de la Guyane, po powrocie do Francji pełnił funkcję wicedyrektora gabinetu ministra edukacji narodowej. W latach 2007–2009 zajmował stanowisko rektora okręgu akademickiego Académie de Créteil, następnie był dyrektorem generalnym do spraw szkolnictwa wyższego w resorcie oświaty. W 2013 powołany na dyrektora generalnego europejskiej szkoły biznesowej ESSEC Business School.
Autor licznych książek, m.in. biografii Michela Baroina, komisarza policji i wielkiego mistrza loży Wielki Wschód Francji, a także publikacji dotyczących Ameryki Łacińskiej oraz reformy szkolnictwa we Francji.
W maju 2017 w nowo powołanym gabinecie Édouarda Philippe’a objął urząd ministra edukacji narodowej. Pozostał na tej funkcji również w utworzonym w czerwcu 2017 drugim rządzie tegoż premiera. W październiku 2018 dodatkowo powierzono mu sprawy młodzieży. Dołączył w międzyczasie do prezydenckiego ugrupowania La République en marche. W lipcu 2020 został ministrem edukacji narodowej, młodzieży i sportu w gabinecie Jeana Castex. Zakończył urzędowanie w maju 2022.

## Odznaczenia
Odznaczony Legią Honorową V klasy (2011).

## Wybrane publikacje
- Jean-Michel Blanquer: Michel Baroin: les secrets d’une influence. Paryż: PLON, 1992, s. 339. ISBN 2-259-02493-9.
- Jean-Michel Blanquer, Jérôme Cordelier: Le sérail. E.N.A. 1959: histoire d’une promotion. Paryż: Perrin, 1994, s. 229. ISBN 978-2-262-00030-1.
- Jean-Michel Blanquer: L’instruction morale à l’école. Paryż: Canopé – CNDP, 2012, s. 334. ISBN 978-2-240-03306-2.
- Jean-Michel Blanquer: La Colombie. Paryż: PUF, 2017, s. 128. ISBN 978-2-13-079015-0.